# Наднові типу Ib та Ic

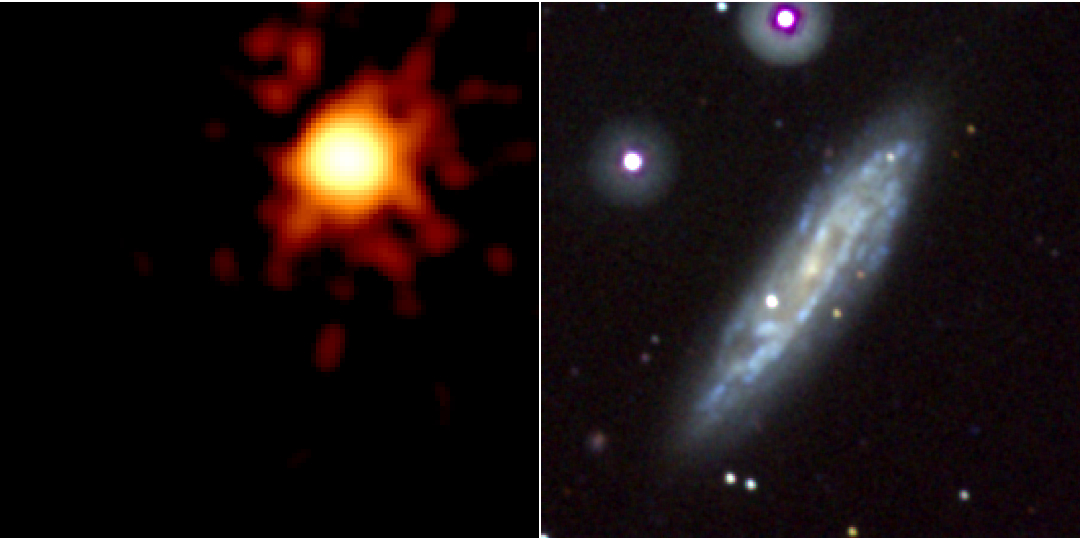
Наднова типу Ib Sn2008D in galaxy NGC 2770, показана у рентгенівських променях (зліва) та видимому світлі (справа), на відповідних місцях фото. NASA image.

Наднові типу Ib та Ic — це категорії вибухів масивних зір, спричинених колапсом ядер. Такі зорі скинули свою зовнішню водневу оболонку (або були позбавлені її), і, на відміну від спектру наднових типу Ia, не мають ліній поглинання кремнію. У порівнянні з  типом Ib, наднові типу Ic гіпотетично втратили більше своєї початкової оболонки, зокрема, майже весь гелій. Ці два типи також називають наднові колапсу оголеного ядра.

## Спектр
Тип  наднової встановлюють за класифікацією Мінковського-Цвіккі на основі ліній поглинання, що з'являються в спектрі. Спочатку визначається належність до типу I або до типу II, а потім  — детальніша класифікація на основі додаткових особливостей. Наднові «типу I» не мають у спектрі ліній водню; а наднові типу II — мають. «Тип I» поділяється на підтипи — наднові типу Ia, типу Ib та типу Ic.
Наднові типу Type Ib/Ic відрізняються від типу Ia відсутністю ліній поглинання первинно іонізованого кремнію на довжині хвилі 635,5 нанометрів. Із розвитком наднових типу Ib/Ic у їх спектрі спостерігаються лінії таких елементів як оксиген, кальцій та магній, тоді як у спектрах старіших наднових типу Ia починають домінувати лінії заліза. Наднові типу Ic відрізняються від типу Ib також відсутністю лінії гелію на довжині хвилі 587,6 нанометрів.

## Утворення

Схожа на цибулину структура оболонок розвиненої масивної зорі (масштаб не витримано).

Масивна зоря, що перебуває на пізній стадії еволюції (перед спалахом наднової), має структуру, подібну до цибулини, з шарами різних елементів у процесі термоядерного синтезу. Зовнішня оболонка складається з водню, потім (у порядку заглиблення) ідуть шари гелію, вуглецю, кисню і т. д. Коли зовнішня (воднева) оболонка скидається, оголюється наступний шар (який складається переважно гелію у суміші з іншими елементами). Таке трапляється коли дуже гаряча масивна зоря досягає такого етапу своєї еволюції, на якому відбувається значна втрата маси внаслідок потужного зоряного вітру. Дуже масивні зорі (25 та більше мас Сонця, M☉) можуть втрачати до 10−5 M☉ щороку — тобто екв. 1 M☉ за кожні 100 000 років.
За висунутою гіпотезою, наднові типів Ib та Ic утворюються внаслідок колапсу ядра масивних зір, які втратили зовнішні оболонки (або внаслідок зоряного вітру, або шляхом передачі речовини зорі-супутнику масою близько 3-4 M☉ у тісній подвійній системі. Раптова втрата маси може статися й у випадку зорі Вольфа—Райє, і ці масивні зорі також мають спектр, у якому немає ліній водню. Попередники наднових типу Ib скинули майже всю зовнішню водневу оболонку, а попередники наднових типу Ic втратили й водневу, і гелієву оболонку. Однак в інших аспектах механізм спалаху наднових типів Ib та Ic є схожим на механізм наднових типу II, тому тип Ib/c є проміжним між типами Ia та II.
Існують певні свідчення, що невеликий відсоток наднових типу Ic може породжувати гамма-сплески, бо саме спектри наднових типу Ic мають широкі лінії, що відповідають потокам частинок високої швидкості, які вважають тісно пов'язаними з гамма-сплесками. Однак, за однією з гіпотез, джерелом гамма-сплеску може бути будь-яка безводнева наднова типу Ib чи Ic, залежно від геометрії вибуху. У будь-якому випадку, астрономи вважають, що більшість наднових типу Ib, та, імовірно, типу Ic, є результатом колапсу масивних зір з оголеним ядром, а не результатом термоядерного вибуху білих карликів.
Оскільки вони утворюються з досить рідкісних дуже масивних зір, частота спалахів наднових типу Ib та Ic значно нижча за наднові типу II. Вони переважно трапляються на ділянках зореутворення й ніколи не спостерігались в еліптичних галактиках.
Оскільки вони мають схожий механізм перебігу, наднові типу Ib/c та наднові типу II різних підтипів часто мають спільну назву «наднові колапсу ядра», а наднові типу Ib/c можуть окремо називати «надновими колапсу оголеного ядра» (англ. stripped core-collapse supernovae).

## Криві яскравості
Криві яскравості (динаміка яскравості у часі) наднових типу Ib мають різні форми, зокрема, інколи вони практично ідентичні до кривих яскравості наднових типу Ia. Однак криві наднових типу Ib можуть мати пік на меншій яскравості та бути більш червоними. В інфрачервоній частині спектру, крива яскравості наднової типу Ib схожа на відповідну криву наднової типу II-L. Наднові типу Ib здебільшого зменшують блиск повільніше, ніж наднові типу Ic.
Криві яскравості наднових типу Ia застосовують для виміру відстаней на космологічній шкалі як «стандартні свічки», однак через схожість (іноді) їх спектрів зі спектрами наднових типів Ib та Ic, останні можуть створювати «забруднення» результатів. Тому їх слід ретельно вилучати з вибірки перед оцінкою відстаней.